# Marc Slayton
Backlash, il cui vero nome è Marc Slayton, è un personaggio dei fumetti WildStorm creato da Jim Lee e Brett Booth. La prima apparizione del personaggio avvenne in Stormwatch n. 3, per poi ottenere una serie personale pubblicata tra il 1994 e il 1997. A seguito della fondazione delle nuove Operazioni Internazionali Slayton assume il ruolo di direttore amministrativo ed è dunque la figlia Jodi ad assumere l'identità paterna per portarne avanti le avventure.

## Personalità
(Backlash)
Slayton è un personaggio estremamente complesso dal punto di vista caratteriale, di animo nobile si è distinto nel corso della sua lunga vita per aver sempre intrapreso la strada del protettore. Condottiero leale, fiero, valoroso e orgoglioso dimostra tuttavia di non disprezzare il gioco sporco o i sotterfugi pur di conseguire il risultato prefissatosi qualora da questo dipenda una vita umana o comunque qualcosa di importante. Altrimenti predilige battersi lealmente e rispettando le regole. Per la stessa ragione Slayton non disdegna scendere a patti con criminali o nemici al fine di conseguire uno scopo comune e raramente porta rancore a qualcuno.
Pur avendo vissuto millenni Slayton dimostra di essersi sempre adattato agli stravolgimenti della cultura provocati dai cambiamenti epocali e di sapersi uniformare alle situazioni e ai posti in cui si trova.
Tende ad anteporre la sicurezza nazionale a tutto e tutti e fa sempre tutto ciò che può per salvare delle vite, i fallimenti gli pesano parecchio e lo portano a varie crisi morali e di coscienza; pur avendo sempre cercato di fare la cosa giusta in ogni occasione infatti, Slayton ha conosciuto più volte la tragedia ed è stato costretto più volte a uccidere per sopravvivere.
Le zone d'ombra della sua vita sono molteplici ma Slayton tende a non aprirsi ne confidarsi con nessuno sui suoi dubbi per non dover dare ad altri il peso delle sue croci; unica eccezione nel corso dei tre millenni vissuti è: Amanda Reed (alias Taboo), donna con la quale si aprirà completamente trovando in lei l'amore della sua vita.
Ama il turismo, la cultura e la storia e perciò gli piace visitare ogni luogo in cui sosta nel suo eterno movimento. È inoltre un fan della musica e del cinema oltre che del buon cibo. Slayton si mostra spesso come un uomo alla mano ed accomodante che adora divertirsi e fare nuove conoscenze; di norma apprezza l'ironia e gli piace farsi prendere in giro ma si offende quando qualcuno mette in evidenza la scarsa coerenza della sua moralità; Slayton ha infatti il vizio del gioco d'azzardo, dell'alcol e degli spogliarelli (solo come forma d'intrattenimento) e pur dichiarandosi desideroso di smettere finisce per ricadervi di continuo spendendovi tra l'altro parecchio denaro. Tuttavia si professa moralista sostenendo che non è mai andato con delle prostitute ne si è mai ubriacato per il semplice gusto di farlo in quanto ritiene tutto ciò diseducativo e di cattivo gusto, mentre i suoi vizi li ritiene "innocui eccessi". Segue molto la politica e si interessa ai problemi governativi autodefinendosi "patriota", ma nonostante ciò non si schiera ne coi Democratici ne coi Repubblicani. Afferma di non aver mai dato il cattivo esempio ai minorenni ma lo fa di continuo con la figlia Jodi, che spesso si mostra più matura di lui nonostante l'età.
In realtà Backlash è una figura positiva e buona ma pur sempre umano e pieno di difetti che lo allontanano dalla figura del "cavaliere senza macchia" cui spesso si atteggia.
Una caratteristica del personaggio è la tendenza a chiamare la gente per cognome senza eccezione per nessuno. Perfino Taboo viene da lui chiamata "Reed" e non "Amanda".

## Biografia del personaggio

### Inizi
Marc Slayton, il guerriero immortale della WildStorm è nato a Atlantide, figlio di madre umana e Lord S'Ylton, potente signore alieno appartenente alla razza dei Cherubini. Quando suo padre ha sacrificato la sua vita per imprigionare i D'rahn, una razza di alieni ostili il cui attacco ha portato l'affondamento di Atlantide, il giovane Marc venne fatto sparire da Ferrian, ex consigliere di suo padre. Ferrian allevò il bambino fino all'età adulta, insegnandogli l'arte del combattimento per la sua protezione. Una volta che Marc fu abbastanza grande per badare a se stesso Ferrian se ne andò e lo lasciò da solo poiché vivesse la sua vita.
Marc trascorso i successivi 3000 anni in giro per il mondo, vivendo una vita di avventure. Di cui tuttavia ha solo ricordi frammentari causa l'eccessiva lunghezza. Si sa per certo che fu un ninja, e un cavaliere medievale.
Durante la seconda guerra mondiale Marc venne reclutato come specialista di intelligence per una task force segreta nota come Team Zero in una missione sotto la guida del Deathblow di quel periodo. Purtroppo il Team Zero venne distrutto e Slayton fu l'unico a riuscire a salvarsi.
Nel 1960 Slayton fu un colonnello dell'Air Force, e lavorò come parte della squadra governativa incaricata di sedare le minacce extraterrestri negli Stati Uniti: il Team One. In questo periodo, utilizzò per la prima volta il nome in codice Backlash.

### Team 7
(Marc Slayton riferito al Team 7)
Viste le grandi abilità dell'uomo il governo lo selezionò come parte del Team 7, un'unità speciale che venne deliberatamente esposta a una sostanza chimica mutagena chiamata Fattore-Gen. Tutti i membri della squadra sopravvissuti all'esperienza svilupparono poteri sovrumani - nel caso di Marc queste abilità furono completamente diverse da quelle dei compagni in quanto risultanti della sua eredità aliena; nella fattispecie sviluppa il potere di mutarsi in nebbia e le fruste psioniche retrattili che diverranno il suo simbolo.
Inizialmente Backlash era orgoglioso di servire il governo e soprattutto di collaborare con gli altri membri della squadra, ma dopo l'incidente iniziò a guardare storto le alte sfere. Nel momento in cui Cole Cash svelò a tutti i membri del gruppo la verità sul quanto accaduto: ovvero che le Operazioni Internazionali li avevano usati per coronare il sogno di creare il supersoldato, essi si ribellarono e divennero latitanti.
Marc tuttavia, convinto che i compagni non sarebbero mai riusciti a nascondersi in eterno dal governo fece un accordo con il direttore delle Operazioni Internazionali Miles Craven, il quale si impegnò a garantire la sicurezza del Team 7 e dei loro figli in cambio della fedeltà eterna ed indiscussa di Slayton. Al valoroso immortale si unirono nell'accordo anche i fratelli in armi John Lynch e Michael Cray. I tre rimasero dunque alle dipendenze del governo per poter proteggere i compagni latitanti dalle loro grinfie.
Ai tempi del Team 7 il suo marchio di riconoscimento era un trapezio rovesciato dipinto sull'occhio sinistro, figura che manterrà nella sua maschera.

### Stormwatch
Backlash venne dunque infiltrato in Stormwatch allo scopo di spiare il supergruppo di intervento dell'Onu e riferire tutto a Craven. Slayton col tempo si trovò estremamente soddisfatto del suo nuovo incarico di leader di settore e istruttore del gruppo, trovando in essi un'atmosfera familiare simile a quella provata ai tempi del Team 7. Tuttavia a seguito della perdita di diversi suoi uomini durante una missione in Kuwait, smise di esserne l'istruttore e passò a un incarico d'ufficio a tempo pieno.
In questo periodo conoscerà il maggiore Diane LaSalle, con cui comincerà una tenera relazione ed infine si fidanzerà. Quando un Daemonite chiamato S'Yrn mandò la donna in coma, Marc disertò da Stormwatch per rintracciare la creatura e ucciderla di modo da salvare la sua amata. Per compiere il suo obbiettivo fece evadere da un carcere di massima sicurezza Taboo, criminale affiliata a Cabala, la quale è la sola persona in grado di rintracciare i daemoniti.
Sebbene inizialmente l'arguta e provocatoria donna risulti essere insopportabile per Marc i due, col proseguire della collaborazione ed il raggiungimento del loro obbiettivo diverranno amici ed infine anche molto di più, tanto che Slayton capirà di provare per Amanda un sentimento molto più forte rispetto a quello maturato per Diane, dalla quale si separa definitivamente una volta rianimata per fuggire in latitanza con Taboo.

### Dipartimento PSI
A seguito di ciò, Marc scoprirà di essere padre di due gemelli avuti da una sua ex fidanzata giapponese, Lynn Marinaka. Quando uno di essi, Jodi, lo rintraccerà alla morte della donna egli la prenderà sotto la sua ala per crescerla e proteggerla.
Backlash, Taboo e Jodi (ribattezzatasi Crimson) da allora formano una squadra invincibile (essendo Jodi dotata di geni alieni che le conferiscono poteri sovrumani simili a quelli paterni) ed incominciano a vivere una serie di avventure girando per il mondo senza meta né sosta. Dopo molto tempo Backlash e Taboo ottengono un indulto per i loro crimini in cambio di lavoro per il Dipartimento PSI (Dipartimento [americano] Paranormal Science Investigations). E a questo punto che Marc apprende finalmente dei suoi antenati Cherubini in quanto, pare, Ferrian non gli avesse mai detto nulla.
Per conto del Dipartimento PSI Marc viene incaricato di formare una squadra operativa dotata di superpoteri cui viene dato nome in codice Wildcore. Ha lavorato con questa nuova squadra fino a quando la maggior parte di loro sono stati uccisi cercando di fermare una fuga di massa dalla struttura di detenzione per super-umani conosciuta come Purgatorio. Marc è sopravvissuto anche a questa esperienza assieme alla figlia e a Taboo grazie al contributo di Evo ex membro dei Dv8 che era stato imprigionato per l'assassinio di un ufficiale della polizia di New York. Tuttavia nell'azione perde la gamba sinistra, che da allora rimpiazzerà con una protesi.

### Le nuove Operazioni Internazionali
Quando Lynch, assistito da Grifter rimetterà assieme il Team 7 per dichiarare guerra a Craven e sciogliere la morsa che questi ha sulle Operazioni Internazionali, Marc viene contattato e si unisce alla lotta assieme alla compagna Amanda (Taboo) e alla figlia Jodi, che nel frattempo ha assunto l'identità di nuova Backlash. A seguito della vittoria Lynch diverrà direttore delle Operazioni Internazionali ripulendole da tutta la corruzione e i complotti accumulati nel corso degli anni e Slayton verrà nominato suo secondo in comando, incarico che sarà felice di accettare.

## Poteri e abilità
In quanto ibrido umano/cherubino Marc dispone di un'aspettativa vitale immensa, è infatti invulnerabile all'invecchiamento e alle malattie e dispone dunque di una immortalità virtuale. Ovvero non importa quanto passi il tempo, lui non potrà mai morire salvo che qualcuno non lo uccida. Essendo vissuto per oltre 3000 anni inoltre ha accumulato una grande conoscenza in campo balistico e bellico e padroneggia centinaia di stili di combattimento diverso, dalle arti marziali asiatiche alla lotta gladiatoria, sa usare qualsiasi tipo di arma bianca ma non disdegna l'uso delle armi da fuoco qualora necessario; generalmente predilige l'utilizzo di lame e pugnali, che porta sempre con sé dietro alla schiena sostenuti dalla caratteristica imbragatura bianca. Tuttavia l'arma che utilizza con maggiore destrezza è la frusta, con cui è capace perfino di disarmare gli avversari, immobilizzarli ed addirittura afferrare degli oggetti. Il che è dovuto ai suoi riflessi potenziati, a loro volta derivanti dalla sua eredità genetica cherubina; il suo intero sistema nervoso funziona a un livello superumano garantendogli una velocità di movimenti mostruosa, tanto che può spostarsi senza essere visto, compiere balzi di decine di metri e afferrare i proiettili.
L'esposizione al Fattore Gen avvenuta al tempo in cui militava col Team 7 ha tuttavia mutato anche la componente umana del suo DNA conferendogli di principio grandi poteri psionici, inizialmente manifestati attraverso potenti abilità telepatiche e telecinetiche, le quali tuttavia sono andate completamente scemando negli anni fino a scomparire del tutto.
Ma mentre la telepatia è andata completamente perduta la telecinesi si è invece evoluta in un potere completamente diverso: ovvero le caratteristiche fruste di energia emesse dai dorsi delle mani del personaggio. Le fruste sono infatti una semplice proiezione visiva che permette a Marc di manipolare la materia con la mente e dunque un diretto derivato della sua capacità telecinetica; se non fossero visibili infatti sembrerebbe che Marc stia spostando o tagliando un oggetto con la forza della mente. Le fruste ad ogni modo sono retrattili e sembrano avere un'estensione illimitata e sono straordinariamente resistenti, più che se fossero d'acciaio; tuttavia un avversario dotato di poteri psichici può liberarsi dalla loro morsa e distruggerle. Quando ciò accade l'intero sistema nervoso di Marc è scosso da una sensazione di dolore psionico intenso. Le fruste possono essere utilizzate in diversi modi in una battaglia, generalmente Backlash le utilizza per immobilizzare i suoi avversari o per colpirli, ma se usate con forza possono essere usate anche come lame, inoltre una volta legato un avversario è possibile danneggiare il suo sistema nervoso tramite la scarica energetica che le attraversa. Inoltre possono servire anche come rampini.
L'aspetto delle fruste varia a seconda della quantità di energia che vi immette Slayton, una bassa quantità di energia conferisce loro un colorito rosa, una quantità intermedia viola e una quantità elevata le colora invece di giallo. Sebbene Backlash snudi le sue armi solo per tempi relativamente brevi e generalmente le rinfoderi prima di farle riemergere di un colore diverso ha più volte dimostrato di poter cambiare il flusso di energia che vi intercorre anche mentre sono già sguainate. Se non usa le fruste per un vasto lasso di tempo (ad esempio due settimane) nel momento in cui le sguaina nuovamente esse appaiono a minima potenza indipendentemente dalla sua volontà. In alcune occasioni gli autori hanno rappresentato le fruste non come uscenti dai dorsi delle sue mani ma generate da una sfera d'energia creata intorno ai pugni chiusi senza spiegazione apparente del perché.
Le fruste psioniche sono indubbiamente l'arma prediletta da Marc e quella cui è legata la sua frase, "non sono mai disarmato".
Un potere secondario di Marc è quello di trasformare il proprio corpo in nebbia, o meglio in vapore; tale capacità si rivela utile in più occasioni nel caso debba per esempio infiltrarsi in un qualche edificio o riprendersi da danni fisici. Il passaggio dalla forma gassosa a quella corporea infatti lo rigenera completamente da qualsiasi ferita, tuttavia sebbene in principio potesse servirsi di questa abilità a comando e senza limite a seguito della scomparsa dei poteri telepatici e telecinetici anche l'abilità di dissoluzione è stata ridotta; Slayton può infatti usare questo potere solo una volta al giorno e per pochi minuti.
Quando si trasforma può portare con sé tutto ciò che è a contatto con la sua pelle, ma solo se è un contatto diretto ed estremamente ravvicinato; ad esempio può trasformare in nebbia anche il suo costume aderente ma non l'imbracatura, le fodere delle armi o la gamba cibernetica; tuttavia sforzandosi può trasformare in nebbia con sé altre persone sempre tramite contatto fisico.

## Altre versioni
- Una versione alternativa del personaggio appare nell'universo alternativo 838 visitato da Midnighter per conto di Stormwatch. La differenza tra l'universo 838 e quello classico è l'inversione del sesso dei personaggi e dunque la Backlash ivi presentata è una donna.
- Nell'universo Bleed viene presentata una versione alternativa di Slayton al servizio di Stormwatch sotto il comando dello Weatherman Jack Hawksmoor.